# Stazione di Lomazzo
La stazione di Lomazzo è una fermata ferroviaria classificata come secondaria posta lungo la linea ferroviaria Saronno–Como, a servizio del comune di Lomazzo.

## Storia
L'impianto nacque nel 1880 come fermata della preesistente tranvia Como-Fino-Saronno. Nel 1898 con la conversione della tranvia in ferrovia, la fermata divenne una stazione ferroviaria.

## Strutture e impianti
La fermata è dotata di due banchine laterali coperte da tettoie metalliche.

## Movimento
L'impianto è servito da treni regionali e treni RegioExpress svolti da Trenord nell'ambito del contratto di servizio stipulato con la Regione Lombardia.

## Servizi
- Biglietteria a sportello
- Biglietteria automatica